# Serrasalmus geryi
Serrasalmus geryi ist eine Sägesalmlerart aus dem tropischen Südamerika. Der Artzusatz geryi ehrt den französischen Mediziner, Ichthyologen und Wissenschaftler Jacques Géry für seine Arbeiten zu den Serrasalmidae und insbesondere zur Gattung Serrasalmus.

## Verbreitung
Die Art kommt im Unterlauf des brasilianischen Rio Araguaia und Rio Tocantins, beides Nebenflüsse des Amazonas, vor.

## Beschreibung
Serrasalmus geryi ist ein länglicher (Verhältnis Standardlänge zu Körperhöhe 1,7 bis 2,1) und seitlich abgeflachter Piranha der eine maximale Standardlänge von 18,1 Zentimeter erreicht. Sein Kopf ist besonders schmal, die Schnauze kurz und spitz. Die Maulspalte ist lang, das hintere Ende des Oberkiefers reicht bis zur Augenmitte. Die Zähne im Kiefer sind groß und so breit wie hoch. Das Ectopterygoid ist bei kleineren Exemplaren bezahnt, bei adulten Tieren ab einer Standardlänge von 140 mm sind die Ectopterygoidzähne vollständig verschwunden. Der hintere Rand der Schwanzflosse ist kaum gegabelt.
Der Rücken ist etwas dunkler als der Bauch. Auf den Seiten, im oberen Teil der Flanken, befinden sich rundliche dunkle Flecken, die stets kleiner als das Auge sind. Der Humeralfleck (Schulterfleck) ist nicht sehr ausgeprägt, seine Konturen undeutlich. Ein deutlich abgegrenztes dunkles Band verläuft auf der Dorsallinie (Rückenmitte) von der Schnauze bis zur Rückenflosse (Dorsale) und unter dem Kinn bis zum Isthmus („Kehle“). An der Basis der Schwanzflosse (Caudale) befindet sich ein schwarzer Fleck, die schwarze Färbung erstreckt sich bis über die ersten äußeren Flossenstrahlen der Schwanzflosse. Der distale Rand der Schwanzflosse ist schmal schwarz gefärbt, der Rest und die anderen Flossen sind durchsichtig (hyalin).
Die Rückenflosse hat 2 Stachelstrahlen und 14 bis 15 Weichstrahlen, die Afterflosse (Anale) 3 Stachel- und 29 bis 30 Weichstrahlen und die Brustflosse (Pectorale) 1 Stachelstrahl und 12 bis 13 Weichstrahlen. Die Anzahl der Schuppen auf der Seitenlinie beträgt 76 bis 84, um den Schwanzstiel liegen 29 bis 36 Schuppenreihen. Holotypus und Paratypus haben 34 Wirbel. Die Gesamtzahl der Serrae variiert zwischen 30 und 34. Ein Stachel vor der Anale ist vorhanden.
Serrasalmus geryi ist Serrasalmus altuvei sehr ähnlich.

## Lebensweise
Über die Lebensweise von S. geryi ist wenig bekannt. Er ernährt sich von Flossen und Schuppen anderer Fischarten. Aquarianer berichten von der großen intraspezifischen Aggressivität dieser Spezies. Die Fische sind an die speziellen Lebensbedingungen der Flüsse Araguaia und Tocatins angepasst. Ihr Lebenszyklus wird bestimmt von Hochwasserperiode (Dezember bis Mai) und Niedrigwasserperiode (August bis Oktober). Beide Flüsse sind infolge ihrer Sedimentfracht stark getrübt und bilden im Ober- und Mittellauf keine Überschwemmungswälder. Organische Stoffe sammeln sich überwiegend in den Altwässern und Nebenarmen. Hier befinden sich auch die Laichzonen von S. geryi. S. geryi hält sich überwiegend im tiefen Wasser auf und sucht zum Laichen die Uferregionen auf.